# Examens impériaux

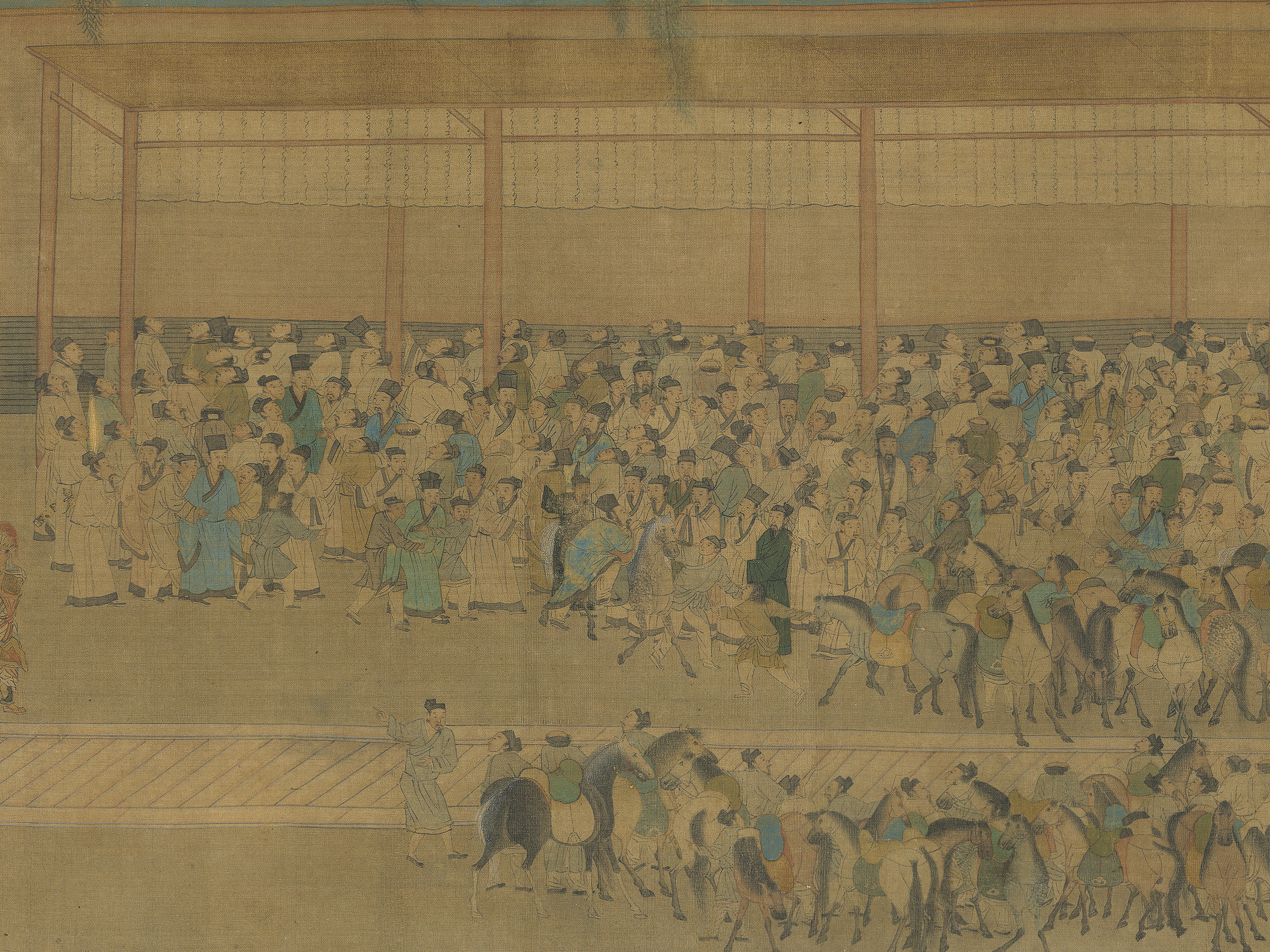
Candidats se pressant pour voir les résultats. (v. 1540, par Qiu Ying).

Dans la Chine impériale, les examens impériaux (chinois simplifié : 科举 ; chinois traditionnel : 科舉 ; pinyin : kējǔ) sont un système d'examen de la fonction publique visant à sélectionner les candidats à la bureaucratie d'État. Ce concept de choisir au mérite plutôt que par la naissance a commencé très tôt dans l'histoire chinoise, mais l'utilisation des examens écrits comme outil de sélection a vraiment commencé sérieusement pendant la dynastie Sui (581-618), puis sous la dynastie Tang (618-907). Le système est devenu dominant pendant la dynastie Song (960-1279) et a duré près d'un millénaire jusqu'à son abolition lors des réformes de la fin de la dynastie Qing (en) en 1905. Certains aspects de l'examen impérial existent toujours aujourd'hui pour l'entrée dans la fonction publique en Chine et à Taïwan.
Les examens servaient à garantir une connaissance commune de l'écriture, des classiques chinois, et du style littéraire parmi les fonctionnaires de l'État. Cette culture commune a contribué à unifier l'empire, et l'idéal de réussite par le mérite a donné une légitimité au régime impérial. Le système d'examens a joué un rôle important dans la modération du pouvoir de l'aristocratie héréditaire et de l'autorité militaire, et dans l'émergence d'une classe de fonctionnaires érudits.
À partir de la dynastie Song, le système d’examen impérial est devenu plus formel et s'est développé en une échelle à trois niveaux, allant des examens locaux aux examens provinciaux et aux examens de cour. Sous la dynastie Ming (1368-1644), les autorités ont réduit le contenu des examens à des textes sur l'orthodoxie néoconfucéenne ; le diplôme le plus élevé, le jinshi est devenu essentiel pour les plus hautes fonctions. D'un autre côté, les titulaires du diplôme de base, le shengyuan, ont été considérablement excédentaires, ce qui a eu pour conséquence que certains titulaires ne pouvaient pas espérer obtenir de poste. Les examens duraient entre 24 et 72 heures, et se passaient dans des pièces séparées et isolées. Les petites pièces comprenaient deux bureaux qui soit étaient reliés pour faire une plate-forme, soit étaient placées à des niveaux différents pour servir de bureau et de chaise. Pour maintenir l'anonymat des candidats et donc une objectivité dans la correction, les candidats étaient identifiés par des nombres plutôt que par leur nom et les copies d’examens étaient recopiées par une tierce personne avant d'être corrigées pour éviter que l'écriture du candidat fût reconnue.
Au XIXe siècle, les riches pouvaient choisir d'intégrer le système en éduquant leurs fils ou en achetant un poste. À la fin du XIXe siècle, certains critiques au sein de la Chine des Qing ont accusé le système d'examen d'étouffer les connaissances scientifiques et techniques et ont appelé à certaines réformes. À l'époque, la Chine comptait environ un licencié civil pour 1 000 habitants. En raison des exigences strictes, le taux de réussite n'était que de 1 % parmi les deux ou trois millions de candidats annuels qui passaient les examens.
Le système d'examen chinois a eu une profonde influence sur le développement des fonctions administratives de la fonction publique moderne dans d'autres pays.  Il s'agit notamment de structures analogues qui ont existé au Japon, en Corée, dans le royaume de Ryūkyū et au Viêt Nam. Outre l'Asie, des rapports rédigés par des missionnaires et des diplomates européens ont introduit le système d'examen chinois dans le monde occidental et ont encouragé la France, l'Allemagne et la Compagnie britannique des Indes orientales (CIO) à utiliser des méthodes similaires pour sélectionner les futurs employés. Constatant son succès initial au sein de la CIO, le gouvernement britannique a adopté un système de test similaire pour sélectionner les fonctionnaires dans tout le Royaume-Uni en 1855. Les États-Unis ont également mis en place de tels programmes pour certains emplois gouvernementaux après 1883.

## Différents grades des titres académiques
- Tongsheng (童生, tóngshēng, « élève aspirant »), candidat reçu à l'examen sous-préfectoral[5].

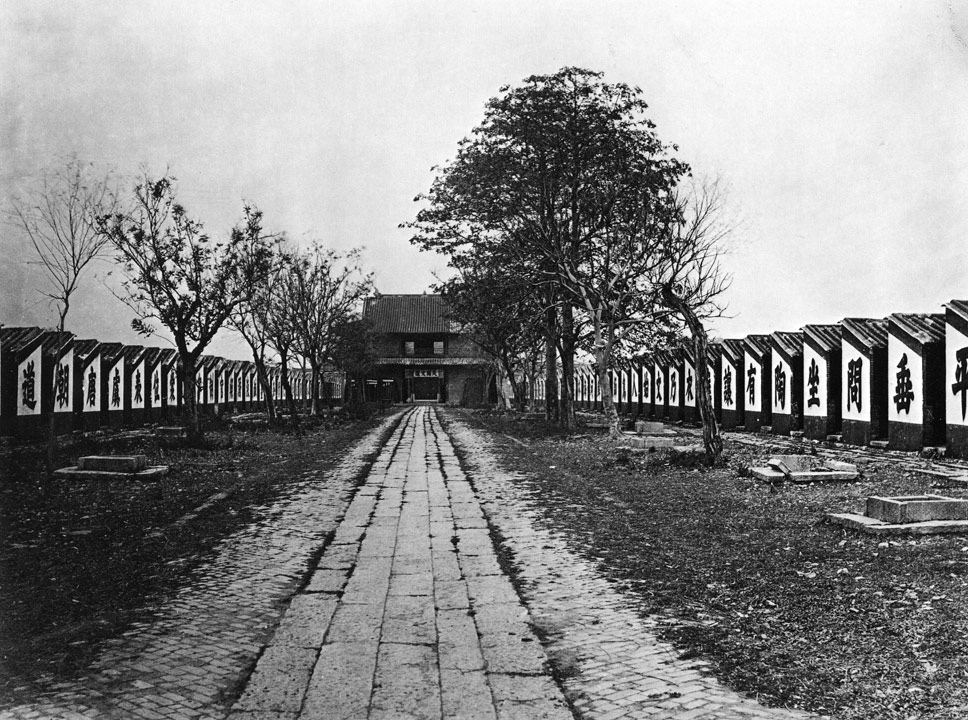
Hall d'examen avec 7500 cellules, Guangdong, 1873

- Xiucai (秀才, xiùcái, « talent en fleur »), aussi appelé shengyuan (生员 / 生員, shēngyuán), élève aspirant reçu à l'examen préfectoral annuel. Aussi traduit par bachelier.
  - Anshou (案首, Ànshǒu), talent en fleur de 1er rang.
  - Gongsheng (贡生 / 貢生, gòngshēng, « étudiant félicité »), talent en fleur âgé.
- Juren (举人 / 舉人, jǔrén, « lettré sélectionné »), talent en fleur reçu à l'examen provincial se tenant tous les trois ans. Aussi traduit par licencié.
  - Jieyuan (解元, jièyuán), lettré sélectionné de 1er rang.
  - Huiyuan (会元 / 會元, huìyuán), lettré sélectionné de 1er rang en pré-qualification.
- Gongshi (贡士 / 貢士, gòngshì, « lettré sélectionné »), lettré sélectionné reçu au concours général de la capitale et qui ont obtenu la pré-qualification.
- Jinshi (进士 / 進士, jìnshì, « lettré présenté »), lettré présenté reçu au concours impérial triennal de la Cour devant le Fils du ciel. Il tenait de l'empereur lui-même ce grade le plus élevé. Aussi traduit par docteur.
  - Jinshi jidi (进士及第 / 進士及第, jìnshì jí dì), clerc promu qui ont formellement passé l’examen des jinshi éligibles pour être enrôlés comme fonctionnaires
  - Zhuangyuan (状元 / 狀元, zhuàngyuán, « modèle de l'état »), clerc promu de 1er rang (aux examens des jinshi)
  - Bangyan (榜眼, bǎngyǎn, « yeux placés à côté (de l'érudit de plus haut rang) »), clerc promu de 2e rang
  - Tanhua (探花, tànhuā, « talent sélectif »), clerc promu de 3e rang
  - Jinshi Chushen (进士出身 / 進士出身, jìnshì chūshēn), clerc promu ayant obtenu le statut de jinshi en prenant vraiment part aux examens des jinshi.
  - Tong Jinshi Chushen (同進士出身), clerc promu qui n’a pas pris part aux examens mais dont le statut a été donné par l’Empereur.

Une fois le concours réussi, le mandarin portait une robe officielle et une coiffe d'une certaine couleur suivant son rang. Il lui était interdit de se marier ou de posséder des biens dans la région qui lui était assignée et dans laquelle il ne pouvait officier plus de trois ans. Les mandarins parlaient un dialecte distinctif (le mandarin, et son écrit le chinois littéraire), dont est issue l'actuelle langue officielle de Chine (actuellement le mandarin standard, et son écrit le chinois vernaculaire).

## Rôle et contenu des examens dans l’histoire et la pensée chinoises

### De Confucius jusqu'à la dynastie des Han

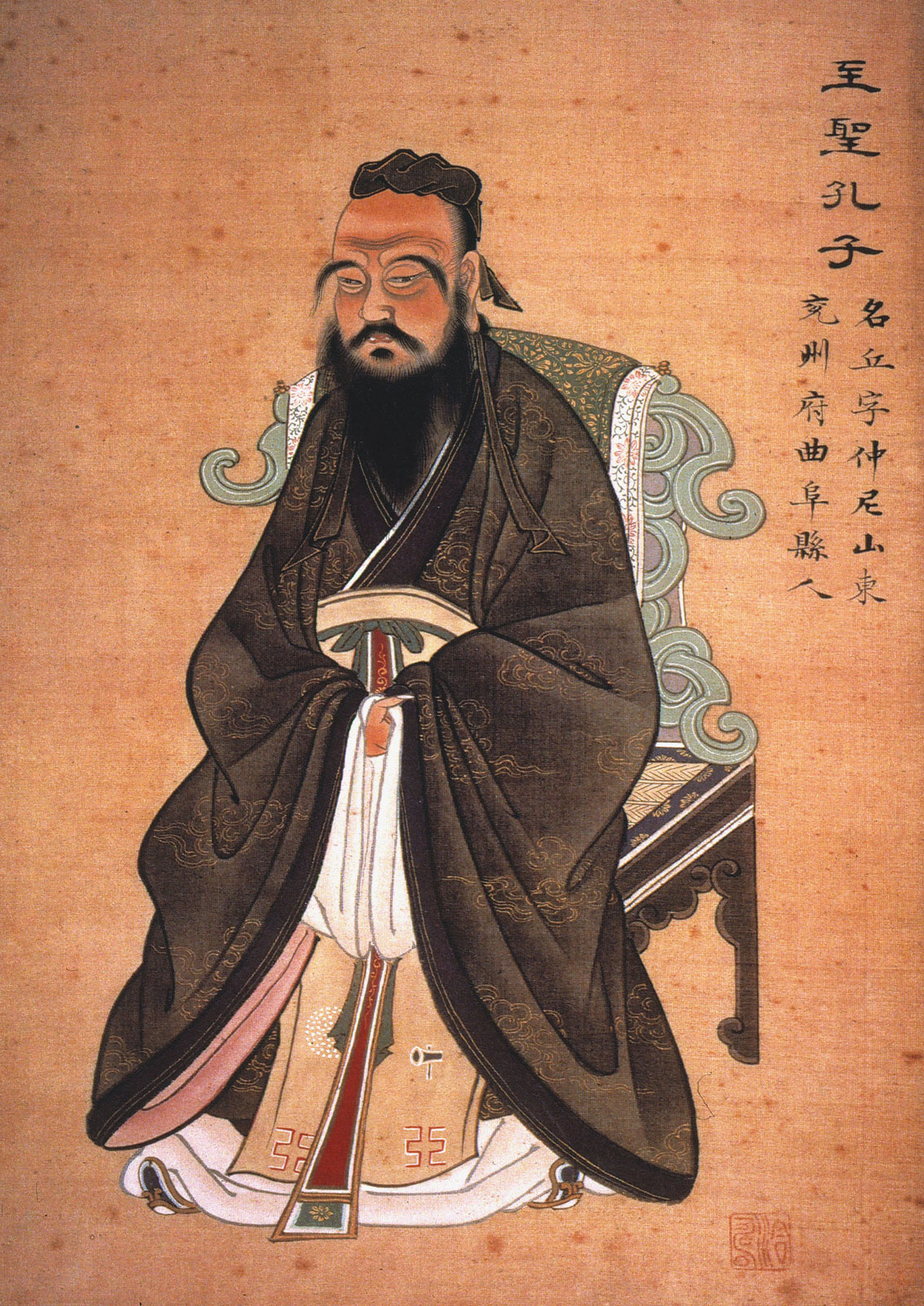
Portrait de Confucius (gouache sur papier)

La philosophie politique et sociale de Confucius a influencé la civilisation chinoise pendant plus de 2 000 ans. Ses théories furent appliquées avant l'unification de l'Empire, dès la période des Royaumes combattants.
Confucius, maître des lettrés, privilégiait l’enseignement et les rites pour la formation de l’homme de bien junzi destiné à servir l’État. La politique se déduit donc de la morale : en se formant soi-même à la vertu, le souverain se rend capable de bien régner, le ministre de bien administrer, l’ordre règne alors dans l’État ; dans la maison des humbles, le riz et le bonheur abondent.
En 221 av. J.-C., Qin Shi Huangdi (dynastie Qin) unifie l'Empire par la force et la coercition. Les vertus d'humanité sont rejetées, la tradition confucéenne est bannie, les livres sont brûlés.
Mais la dynastie Han, fondée par Liu Bang (ou Gaozu), paysan révolté contre la dynastie Qin, fait renaître les textes canoniques. Le culte du Ciel (corrélation entre la gestion de l'Empire et celle de l'univers) est instauré, les idées de Confucius deviennent doctrine officielle et donc une partie centrale des contenus éducatifs, et des examens mandarinaux que Liu Bang  instaure et qui demeureront pendant deux mille ans. 
Après quelques divergences de la pensée chinoise, la centralisation du monde Han se réalise sous le règne de l’empereur Wu (140-87 av. J.-C.). Ce dernier invite les lettrés à présenter leurs conseils sur la bonne marche du gouvernement sous forme de mémoires. Ceux de Dong Zhongshu semblent avoir retenu tout particulièrement son attention :

« De nos jours, chacun des maîtres prône son propre Dao, les hommes tiennent des discours différents, les cent écoles divergent dans leurs méthodes et ne s’accordent pas dans leurs idées. Voilà pourquoi les gouvernants sont bien en peine de maintenir l’unité et, du fait que les lois et les institutions n’arrêtent pas de changer, les gouvernés ne savent plus à quoi se fier. Votre serviteur, tout stupide qu’il est, pense que la voie doit être coupée et la promotion interdite à tout ce qui ne se trouve pas dans les Six Arts et les méthodes de Confucius, et qu’une fin définitive doit être mise aux théories vicieuses et dépravées. C’est alors que les normes pourront être unifiées et les principes clarifiés, et que le peuple saura à quoi se conformer. »

— Dong Zhongshu
C’est donc avec la volonté d’unifier et  de contrôler les esprits des serviteurs de l’État que l’Empereur Wu publie l’édit de 136 av. J.-C. par lequel il établit des chaires impériales pour les « docteurs » sur les Cinq Classiques confucéens à l’exclusion de tout autre corpus, puis l’édit de 124 av. J.-C. qui crée l’académie impériale où sont formées des promotions destinées à nourrir, après examen, le rang de la bureaucratie. L’accès aux fonctions administratives exige donc une réputation morale de « sagesse et compétence » et une parfaite connaissance des Classiques. Ce sont là les germes du système de recrutement des fonctionnaires par les concours mandarinaux. 
En 115, un programme d’études fut mis en place pour la dite « Première Génération des Candidats à l’examen ». Ils étaient testés sur leur capacité dans les « Six Arts » :
- les arts scolaires : musique, arithmétique, écriture et connaissance des rituels et cérémonies à la fois dans la vie publique et la vie privée.
- Les arts militaires : le tir à l’arc et la conduite du char.

Ce programme fut ensuite élargi pour comprendre les « Cinq Études » : stratégie militaire, droit civil, revenu et impôts, agriculture et géographie, et les Classiques confucéens.

### Après les Han, du temps des Sui, des Tang et des Song
L’élite sociale et intellectuelle atteint son apogée sous le règne de l’empereur Wu (fondateur de la dynastie Liang ; 502-549), qui renforce le rôle des lettrés confucéens affaibli par l’influence du bouddhisme dans le milieu aristocratique.
Sous les dynasties Sui (589-618) et Tang (618-907) de même, la nature et les modalités des épreuves étaient très diversifiées : les examens ne portaient pas seulement sur l’étude des classiques, mais comportaient aussi des sujets tels que l’arithmétique ou le droit.
Sous les Tang, il y a de la part de l’État une lutte permanente pour contrôler les fonctionnaires et renforcer le pouvoir central et un effort constant pour déjouer  et neutraliser les combats d’arrière-garde des clans aristocratiques. La maison impériale elle-même vient de l’aristocratie. La seule solution à long terme pour redresser le pouvoir, ce sont les examens. Ils permettront de filtrer, d’écarter les indésirables, et ainsi de recruter une élite dirigeante. Mais le système n’est qu’à ses débuts, l’effet ne se produira pas immédiatement (toujours à cause des clans). Car jusqu’à la fin du IXe siècle, les fonctionnaires lettrés, recrutés par examens ou de façon héréditaire, viendront quand même toujours d’un milieu assez restreint (puissance des clans). De plus, le succès aux examens n’était pas forcément suffisant : il fallait des recommandations.
Les souverains Tang (618-690) sont moins ardents à embrasser le bouddhisme mais commencent à affirmer leurs affinités avec le taoïsme : le clan impérial se déclare même descendant de Laozi dont il partage le nom de famille Li. On remet alors à l’honneur la lecture du Dao De Jing, avec les commentaires de l’empereur Xuanzong, du Zhuangzi et du Lie Zi, qui font l’objet de certaines épreuves d’examens. Pendant toute la dynastie, taoïsme et bouddhisme se disputent le patronage impérial. 
C’est aussi sous cette dynastie que l’apogée de l’inspiration culmine dans la pensée chinoise (les textes confucéens avaient subi une certaine dispersion et perdu leur intégralité) face à laquelle on met officiellement en place les examens mandarinaux, seule façon de s’assurer une certaine orthodoxie. En effet, les Tang prennent conscience que le modèle ultime demeure le modèle de l'époque des Han : ils permettent aux confucéens de reprendre la direction de la vie intellectuelle, dans un sens moins favorable que par le passé à la diffusion d'idées contraires à leur vision du monde. Dès la première année de la dynastie Tang, on crée des écoles pour former les lettrés ; les classiques sont reconstitués (en 603, Taizong ordonne qu’une commission établisse un corpus standardisé des Classiques) et à nouveau étudiés et l’on redonne vie aux rituels confucéens. C’est à ce moment-là que le destin de la « classe mandarinale » se confond avec celui de l’empire, que le lettré redevient l’idéal de l’homme universel des Tang, à la fois lettré, poète, peintre et homme d’Etat. En effet, la dynastie Tang est aussi l’âge d’or de la poésie ; une épreuve de poésie figurera au programme (à ce moment-là, tout grand lettré avait de grandes capacités  de composition poétique).
Ce mode de recrutement atteint son plein essor sous la dynastie des Song. Sous les Song et les Ming, tous les gouverneurs, même locaux, passeront les examens et seront nommés au pouvoir central à des postes subalternes, ce qui établira une certaine cohésion entre le pouvoir central et ses représentants. Les concours se partagent en plusieurs niveaux : préfectoral, capital et impérial. Renzong (1022-1063) crée des écoles de lettrés et refond le système des examens : étude des Classiques, dissertation et poésie.
Sous le règne de l’empereur Shenzong (dynastie Song : 960-1279), les sujets d’examen sont réformés. De l’ancien système, il ne subsista que les épreuves pour le titre de jinshi [docteur]. De nouvelles règles imposent de répondre aux questions uniquement en conformité avec les annales officielles des concours ; la philosophie de Zhu Xi, néo-confucéen, est intégrée aux systèmes mandarinaux et le restera jusqu’au XIXe siècle.  
Avec le développement des concours de recrutement officiels s’imposent de nouveaux besoins d’éducation et la nécessité de créer des écoles. Près de 400 académies privées auraient été créées sous les Song, dont certaines attiraient jusqu’à un millier de disciples. De même, les études classiques, quelque peu éclipsées par l’engouement pour le taoïsme et le bouddhisme sous les Tang, reviennent à l’honneur et bénéficient du patronage impérial.

### Sous la dynastie mongole des Yuan, puis sous les Ming
L’avènement de la dynastie mongole des Yuan (1264-1368) tient la classe lettrée assez longtemps à l’écart du pouvoir politique et idéologique, la voie de recrutement par examens lui étant pratiquement coupée. Malgré cela, l’Empereur Renzong des Yuan déclare le décret de 1313 qui impose au programme des examens les Quatre Livres et les Classiques dans les commentaires de Zhu Xi. Ce changement, apporté par l'Empereur, a eu un impact sur la pensée morale chinoise.
Sous les Ming s’achève la compilation par Hu Guang (1370-1418) et d’autres membres de l’Académie Hanlin de compendia néoconfucéens essentiellement destinés à la préparation des examens mandarinaux : la Grande Somme sur la nature et le principe, la Grande Somme sur les Cinq Classiques et la Grande Somme sur les Quatre Livres. Cette dernière, en particulier, devint le texte de base des compositions d’examen « en huit parties » (bagu wen) consistant à développer en huit paragraphes le sens d’une citation tirée d’un Classique.
Ce genre donnera lieu à la pire espèce de « bachotage », de compétition et d’arrivisme chez les candidats. Selon un édit impérial de 1462 :

« L’étudiant doit s’appliquer à acquérir le savoir et à la mettre ensuite en pratique. Il doit lire et relire les Classiques des saints et des sages jusqu’à ce qu’il sache les réciter par cœur sans oublier aucun détail. Il suit ensuite les explications du maître jusqu’à ce qu’il ait bien compris, afin de faire siennes les paroles des saints et des sages et de les mettre en pratique. »

Puis sous les Ming (1368-1644) et les Qing (1644-1911), de sévères contraintes de style et de nombre de caractères sont aussi désormais imposées pour les dissertations. (Tout cela visant à rendre plus objectifs les sujets d’examen et les critères de notation).

### Sous la dynastie des Qing et jusqu'à l'époque moderne

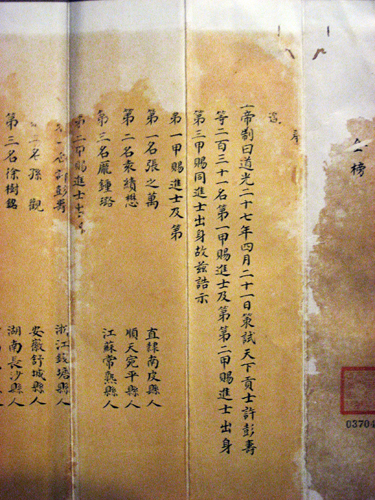
Tableau de résultats de l'examen du palais de l'année 1847

De manière de plus en plus pressante s’impose la nécessité de pousser jusqu’à une réforme en profondeur des institutions : refonte du système des examens, abolition de l’essai en huit parties au profit de disciplines plus adaptées aux besoins du moment, rapprochement entre l’empereur et les lettrés désireux de reconquérir leur rôle de conseiller. 
En jouant un rôle de premier plan dans le mouvement réformiste, Kang Youwei fonde son action politique sur une critique radicale d’ordre culturelle fondée sur une réinterprétation de l’héritage scripturaire. Liang Qichao, son disciple le plus éminent, entre en politique en fondant avec son maître un journal destiné aux officiels de Pékin, où il réclame un régime parlementaire et des « droits pour le peuple », une refonte du système des examens et des cursus scolaires (notamment l’intégration de méthodes et de disciplines occidentales), etc.
Le régime des Taiping fut le premier dans l’histoire de la Chine à admettre que des femmes soient candidates aux examens, bien que le système fût supprimé peu de temps après. En effet, le système des examens est complètement aboli quelques années après la chute de la dynastie Qing. Après la chute de la dynastie Qing en 1911, Sun Yat-sen à la tête de la République de Chine, développera des procédés similaires pour le nouveau système politique à travers une institution appelée le Yuan des examens, mais il sera très vite suspendu à cause de l’agitation en Chine entre les deux Guerres Mondiales. A l’arrivée du communisme, une grande partie des lettrés seront décapités. Les Guan étaient les anciens, les Kanbu les nouveaux lettrés. Le gouvernement du Kuomintang rétablira le Yuan des examens (branche du gouvernement chargée des examens d'entrée dans la fonction publique) en 1947 après la défaite du Japon dans la seconde guerre sino-japonaise. Mais ce Yuan des examens déménagera à Taiwan trois ans après, à cause de la victoire du Parti Communiste Chine après la guerre civile en Chine. Le Yuan des Examens continue à exister en tant qu’une des cinq branches du gouvernement à Taiwan.

## Effets bénéfiques et moins bénéfiques des examens

### Égalité des chances et ascension sociale
Théoriquement toute personne adulte masculine en réussissant l’examen pouvait devenir un fonctionnaire de haut rang, sans tenir compte de ses richesses ou de son statut social, bien que sous certaines dynasties des membres de la classe marchande fussent exclus. En réalité, à partir du moment où le processus des études destinées aux examens commença à prendre beaucoup de temps et à coûter cher (professeurs privés), la plupart des candidats venaient de la classe des propriétaires terriens assez riches. Mais il y a quand même beaucoup d’exemples dans l’Histoire de Chine où des individus sont passés d’un statut social modeste à la prééminence politique grâce aux examens. Comme sous certaines dynasties les examens mandarinaux furent supprimés, les postes de fonctionnaires étaient tout simplement vendus, ce qui a entraîné la corruption.
Par ailleurs, les individus étaient élus sur toute la Chine, et donc, même s’ils étaient dans des régions périphériques défavorisées, ils avaient une chance de réussir les examens et d’obtenir le poste de fonctionnaire. 
Malgré tout, l’histoire des concours mandarinaux est émaillée de controverses sur l’égalité devant les examens selon l’origine géographique des candidats. La première remonte à l’époque des Song du Nord (960-1127). Face au nombre de plus en plus important de lettrés originaires du sud du pays qui s’illustraient dans les concours mandarinaux, le clan du nord, représenté par Sima Guang (1019-1086), proposa d’instaurer des quotas de sélection selon les régions, lesquelles pourraient proposer des candidats dans des proportions fixées, cela afin de rétablir l’équilibre entre le nord et le sud. Le clan du sud, avec à sa tête l’historien Ouyang Xiu (1007-1072), défendait, quant à lui, un recrutement fondé sur le seul mérite, sans faire de distinction selon l’origine géographique des candidats. Pour finir, ce fut l’opinion de Ouyang Xiu qui prévalut, accentuant la domination des lettrés du sud. Cette tendance atteignit son apogée au début de la dynastie Ming. En 1397, lors de la session de la deuxième lune, l’ensemble des cinquante-deux candidats admis étaient originaires du sud du pays, ce qui provoqua la colère des lettrés du nord. Ceux-ci envoyèrent une lettre de doléances à l’empereur de l’époque, Zhu Yuanzhang (1328-1398), dans laquelle ils estimaient que les examinateurs avaient avantagé les candidats méridionaux et réclamaient une seconde correction des épreuves. Finalement, l’empereur lui-même s’acquitta de cette tâche, et les soixante et un nouveaux admis provenaient tous du nord du pays. Après cette affaire, le déséquilibre de recrutement entre les candidats du nord et du sud s’améliora quelque peu. Vers le milieu de la dynastie Ming fut mis en place un nouveau système d’examens, divisant le pays en trois zones : nord, centre et sud, avec des quotas d’admission différents. Ce système fut à son tour remplacé à l’initiative de l’empereur Kangxi (1662-1722), de la dynastie Qing, par un recrutement au niveau provincial. Le nombre de reçus était proportionnel à celui des candidats de chaque province. C’est un principe qui est resté en vigueur dans le système des examens officiels et dont on retrouve même des traces dans le concours actuel d’entrée à l’université (gaokao).
On considère souvent que Hong Xiuquan (1813-1864) a choisi le chemin de l’opposition à la dynastie Qing (1644-1911) en prenant la tête du mouvement rebelle des Taiping à cause de son quadruple échec aux concours mandarinaux. Le système des examens officiels avait fini par faire de ce jeune adolescent plein d’ambition un homme d’âge mûr, sans avenir — en dehors d’un emploi de précepteur, l’un des rares « débouchés » possibles pour les recalés aux concours mandarinaux. Ce système, alors en vigueur en Chine depuis plus de mille ans, sélectionnait année après année l’élite dont les gouvernants avaient besoin. Mais il a produit un nombre plus important encore d’êtres comme Hong Xiuquan, rejetés par le système, sans que, bien souvent, personne se soucier de leur sort. 
Quoi qu’il en soit, les concours mandarinaux ont toujours été, depuis leur apparition jusqu’à l’époque où vivait Hong Xiuquan, le meilleur moyen d’ascension sociale pour les enfants issus de familles ordinaires qui voulaient accéder aux sphères dirigeantes. En étudiant les classiques confucéens et en participant aux concours successifs organisés de manière unifiée par l’administration, ceux-ci pouvaient même espérer surpasser largement les personnes héritières de hautes fonctions du simple fait de leur naissance.
C’est ce qui explique la stabilité quasi immuable des examens, qui avait en effet pour fondement le principe de l’égalité des chances. Tout au long de l’histoire du concours, les différentes modifications ont toujours visé à renforcer son caractère équitable. Malgré ses défauts, il demeure pour beaucoup de Chinois un symbole d’équité.

### Le renforcement du pouvoir de l’État
Plus tard dans la Chine impériale le système d’examens et les méthodes associées de recrutement à la bureaucratie centrale ont été aussi d’importants mécanismes par lesquels le gouvernement central maintenait la loyauté des élites locales. Leur loyauté, en retour, assurait l’intégration de l’état chinois, et allait à l’encontre des tendances à l’autonomie régionale et à la rupture du système centralisé.

### Une unité culturelle
Le système des examens servit aussi à maintenir une unité culturelle et un consensus sur les valeurs de base. Même si seulement une petite partie (de l'ordre de 5 %) de ceux qui tentaient les examens les réussissaient et recevaient des titres, l’étude, le propre endoctrinement et l’espoir d’un éventuel succès aux prochains examens servait à maintenir l’intérêt de ceux qui les passaient. Ceux qui échouaient — la plupart des candidats —, bien que n’ayant pas l’avantage des postes d’état, servaient, en tant que fervents croyants en l’orthodoxie confucianiste, comme professeurs, protecteurs de l’art et gérants de projets locaux, comme les travaux d'irrigation, les écoles ou les fondations caritatives. 
On peut dire que le résultat général du système des examens et de ses études associées a été une uniformité culturelle des desseins et des valeurs nationales plus que régionales. Ce sentiment d’identité nationale est encore à la base du nationalisme qui a été si important dans la politique de la Chine aux XXe et XXIe siècles.

### Influence à l’étranger
Ce système eut une influence internationale et fut pris comme modèle pour les examens Kwagŏ par la dynastie Goryeo et la dynastie Joseon pour la classe des Yangban en Corée, jusqu’à son annexion par le Japon.
Le système fut aussi présent au Vietnam de 1075 à 1919, et au Japon durant l'Époque de Heian, mais fut rapidement abandonné au profit d'un système héréditaire.
Un système comparable existe en France, où le système de recrutement par concours dans la fonction publique et les grandes écoles est comparable aux examens impériaux : les Jésuites connaissaient le système chinois. Mais leur expulsion en empêcha l'adaptation en France pour régler le recrutement de la bureaucratie d’État. Napoléon reprit certaines idées des jésuites ainsi qu'une petite partie du plan d’Education de Lepeletier de Saint-Fargeau  mais aussi celles ayant déjà cours dans l'université française comme l'agrégation pour régir l’entrée dans les grandes écoles qu’il créa afin de créer une nouvelle élite. Après sa fondation en 1871, la République conserve ce système et l'étend à l'ensemble de la population française en 1882 par les lois Jules Ferry.